# Глибоківська сільська рада (Татарбунарський район)
Глибо́ківська сільська́ ра́да —колишня адміністративно-територіальна одиниця та орган місцевого самоврядування в Білгород-Дністровському районі Одеської області. Адміністративний центр — село Глибоке.

## Загальні відомості
Глибоківська сільська рада утворена в 1945 році.
- Територія ради: 38,96 км²
- Населення ради: 1 232 особи (станом на 2001 рік)
- Водоймища на території, підпорядкованій даній раді: озеро Сасик

## Населені пункти
Сільській раді підпорядковані населені пункти:
- с. Глибоке

## Склад ради
Рада складається з 16 депутатів та голови.
- Голова ради: Чеботару Борис Євгенович
- Секретар ради: Нямцу Валентина Володимирівна

### Керівний склад попередніх скликань
| Прізвище, ім'я, по батькові | Основні відомості                                                         | Дата обрання | Дата звільнення |
| --------------------------- | ------------------------------------------------------------------------- | ------------ | --------------- |
| Чеботару Борис Євгенович    | Сільський голова, 1961 року народження, освіта вища, член Партії регіонів | 26.03.2006   | 31.10.2010      |
| Чеботару Борис Євгенович    | Сільський голова, 1961 року народження, освіта вища, член Партії регіонів | 31.10.2010   |                 |

Примітка: таблиця складена за даними сайту Верховної Ради України

### Депутати
За результатами місцевих виборів 2010 року депутатами ради стали:

#### За суб'єктами висування
| Суб'єкт висування                         | Кількість обраних депутатів | %    |
| ----------------------------------------- | --------------------------- | ---- |
| Партія регіонів                           | 8                           | 50   |
| Народна партія                            | 7                           | 43,8 |
| Партія промисловців і підприємців України | 1                           | 6,3  |

#### За округами
| № округу                                  | Прізвище, ім'я, по батькові     | Дата визнання обраним | Освіта             | Партійна приналежність                         | Відомості про обраного депутата                  |
| ----------------------------------------- | ------------------------------- | --------------------- | ------------------ | ---------------------------------------------- | ------------------------------------------------ |
| Народна Партія                            |                                 |                       |                    |                                                |                                                  |
| 2                                         | Бурлаку Світлана Павлівна       | 05.11.2010            | середня спеціальна | член Народної партії                           | ТОВ"Глибоке", завідувачка току                   |
| 4                                         | Кузьменко Олег Миколайович      | 05.11.2010            | середня спеціальна | член Народної партії                           | ТОВ «Глибоке», головний інженер                  |
| 7                                         | Сербінова Тетяна Євгенівна      | 05.11.2010            | середня            | член Народної партії                           | ТОВ «Глибоке», пекарня, робітниця                |
| 8                                         | Гажа Сергій Васильович          | 05.11.2010            | середня            | член Народної партії                           | Глибоківська загальноосвітня школа, кочегар      |
| 9                                         | Панчева Алла Антонівна          | 05.11.2010            | середня спеціальна | член Народної партії                           | ТОВ «Глибоке», завідувачка складом               |
| 10                                        | Чеботар Людмила Микитівна       | 05.11.2010            | середня            | член Народної партії                           | ТОВ «Глибоке», кухар                             |
| 14                                        | Воробйова Тетяна Олександрівна  | 05.11.2010            | середня спеціальна | член Народної партії                           | ТОВ «Глибоке», завідувачка ВК, касир             |
| Партія промисловців і підприємців України |                                 |                       |                    |                                                |                                                  |
| 11                                        | Робу Ігор Кіндратович           | 05.11.2010            | середня спеціальна | член Партії промисловців і підприємців України | приватний підприємець                            |
| Партія регіонів                           |                                 |                       |                    |                                                |                                                  |
| 1                                         | Ткаченко Жанна Вікторівна       | 05.11.2010            | середня            | член Партії регіонів                           | Глибоківська сільська рада, землевпорядник       |
| 3                                         | Левчук Олена Юріївна            | 05.11.2010            | середня            | член Партії регіонів                           | Глибоківська сільська рада, головний бухгалтер   |
| 5                                         | Нямцу Валентина Володимирівна   | 05.11.2010            | вища               | член Партії регіонів                           | Глибоківська сільська рада, секретар             |
| 6                                         | Дубровець Юлія Миколаївна       | 05.11.2010            | вища               | член Партії регіонів                           | Глибоківська сільська рада, соціальний працівник |
| 12                                        | Нямцу Василь Федорович          | 05.11.2010            | середня            | член Партії регіонів                           | пенсіонер                                        |
| 13                                        | Реіляну Анатолій Олександрович  | 05.11.2010            | середня            | член Партії регіонів                           | Татарбунарська ЦРЛ, водій                        |
| 15                                        | Чебан Жанна Олександрівна       | 05.11.2010            | середня            | член Партії регіонів                           | Глибоківський будинок культури, директор         |
| 16                                        | Реіляну Владислав Олександрович | 05.11.2010            | середня            | член Партії регіонів                           | Татарбунарська ЦРЛ, водій                        |